# Athearnia crassa
Athearnia crassa је пуж из реда Sorbeoconcha и фамилије Pleuroceridae. 

## Угроженост
Ова врста је изумрла, што значи да нису познати живи примерци.

## Распрострањење
Врста је раније била присутна у САД.

## Станиште
Раније станиште врсте су била слатководна подручја.